# بوبلا (سری‌لانکا)
بوبللا (به لاتین: Bobella) یک منطقهٔ مسکونی در سری‌لانکا است که در استان مرکزی (سری‌لانکا) واقع شده‌است.